# ORUMOK RECORDS
ORUMOK RECORDS(オルモックレコーズ, 오루못크 레코즈)는 파이오니아 LDC (지금의 NBC유니버설 엔터테인먼트 재팬)의 레이블 중 하나였다. 코무로 테츠야가 프로듀스한 아티스트에게 사용되었던 레이블로서 1995년 만들어졌다. 이 레이블에서 최초로 발매된 CD는 카하라 토모미의 데뷔 싱글인 〈keep yourself alive〉였다. 레이블의 이름은 "ORUMOK"는 코무로 테츠야의 "KOMURO"를 거꾸로 쓴 것이다.
1998년 미디어팩토리와 제휴하여 다시 "factoryorumok"라는 레이블을 만들지만, 코무로가 2001년 요시모토흥업으로 이적한 후에 이 레이블은 중단되었다.